# 蒼月ひかり (AV女優)
蒼月 ひかり（あおつき ひかり、1987年3月21日 - ）は、日本のAV女優。神奈川県出身。
ギャル系のキカタン（企画単体）女優。レズものやダンスものを中心に活躍している。

## 略歴
2006年にAVデビュー。

## 人物
趣味はネイル。特技はダンスと歌。

## 作品
2006年
- 会社で女子社員にやってみたいエッチなことベストテン（10月5日、V&Rプロダクツ）
- キャバナン･ゲット 7（10月13日、グローリークエスト）
- ONE＋GAL 9（10月30日、ゴリラプロジェクト）
- レズSTYLE VOL.2 ミナミ&ヒカリ（11月3日、映天）
- 渋谷発!コギャル18歳 5（11月4日、V&Rプロダクツ）
- レイプ中出し レイプされて中出しされた8人のギャル（11月11日、隼エージェンシー）
- 近親相姦中出し7人の近親中出し物語（11月19日、ミスター・インパクト）
- 巨乳ギャル強姦中出し2（12月19日、ミスター・インパクト）
- モロ出し水中運動会 3（12月20日、イマージュ）
- もしも合コンにAV女優が混じったら 2（12月20日、アレックス）
- HIGH SCHOOL FUCK（12月1日、アイデアポケット）

2007年
- 癒らし。Vol.27（1月5日、アウダースジャパン）
- フェラコレ2007冬SP（1月13日、隼エージェンシー）
- キスマニア Vol.1（1月19日、ミスター・インパクト）
- 超ヌギ×2ダンス 2（1月19日、スタイルアート）
- アナル全開マン毛★丸出し大開脚ハレンチ おげれつな尻ダンス（1月19日、スタイルアート）
- ハーレムギャル温泉（1月20日、ジェイモデル）
- AV女優と1日デート IN 名古屋 VOL.1（1月23日、テイクワン）
- Gal chick（1月30日、ゴリラプロジェクト）
- 救性痴女病棟3（2月1日、アイデアポケット）
- 強制昏睡絶頂エステ vol.3（2月8日 ナチュラルハイ）
- こだわりの手コキ 4時間SP 3 40人のハンドメイド（2月10日 隼エージェンシー）
- 109☆GIRLS 2（2月25日 kira☆kira）
- NOモザイク!おげれつダンス!!PART.6（2月28日、未来・フューチャー）
- オナニスト 第16章（3月10日 隼エージェンシー）
- ギャル☆レズ ＜ふたなりGALビアン＞（3月19日、ドグマ）
- オゲオゲ（乱）痴気ダンス（3月19日、スタイルアート）
- LEG SEX III PART-1（3月25日、ジャネス）
- オゲ!オゲ!女子校生ダンス!!1（3月25日、未来・フューチャー）
- 乱痴気コスプレダンス!!（3月31日、ラハイナ東海）
- 巨乳レイプ4時間 第10章（4月12日 隼エージェンシー）
- GLAMOUR GALS JUICY（4月13日、MOODYZ）
- 若妻EGOISTIC 2（4月13日、ビッグモーカル）
- 若妻羞恥旅行 第10章 蒼月ひかり（19歳）（4月25日、ジャネス）
- 素人コギャルHEAVEN 4時間 5（5月25日、おかず。（ケイ・エム・プロデュース））
- 巨乳LOVE6 1445cm！総勢15人の巨乳ギャル（6月16日、隼エージェンシー）
- 女だけの乱交パーティー2 エンドレス レズビアン（6月19日、ドグマ）
- ボディコン集団痴女 2（6月19日、スタイルアート）
- ギャリンチgalynch（6月21日、SODクリエイト）
- 犯られた人妻たち 6 中出しされる5人の人妻（6月22日、MOODYZ）
- 養子になったら男は僕一人ぼっちだった…。（6月21日、アキノリ）
- 強制肉便器（7月1日、エッジ）
- ハーレム学園プレミアム VOL.2（7月7日、プレミアム）
- エロGAL×2（7月16日、マキシング）
- フリーダム学園 校内集団暴行 Vol.2（7月25日、フリーダム）
- 集団顔騎放尿 セーラー服（夏服）Ver.（7月25日、フリーダム）
- こだわりの手コキ 4時間SP 5 30人のハンドメイド（8月11日、隼エージェンシー）
- パンスト レズビアン 1（8月15日、ジャネス）
- 女子高生限定!中出しアリの!腰フリダンス甲痴園 VOL.2（8月16日、ディープス）
- 鬼イカセ トリプルスペシャル（8月17日、レアル・ワークス）
- 生中出しコギャル4時間 3（8月17日、メディアステーション）
- 出張キャバ嬢サービス満点（8月24日、U&K）
- AFTER（8月25日、イエロー）
- 美熟女のギャル誘惑レズ温泉旅行 1（9月19日、スタイルアート）
- 元バレリーナで超軟体!本物レゲエダンサーMIKU第4弾!華麗なる腰づかいでペニバンレズFUCK!（9月20日、ディープス）
- kira☆kira SPECIAL SEXYGALS☆集団乱交（9月25日、kira☆kira）
- JUNK CITY 凌辱ギャルハンター（9月27日、竹緒）
- 接吻レズ 1 ネコとタチ（10月19日、スタイルアート）
- 絶頂バイブ製造工場 品質管理研究課（10月20日、アレックス）
- 接吻汁レズ 2（11月5日、ジャネス）
- エロ過ぎ腰フリ ハイパー騎乗位 中出しDANCE 2（11月20日 ピーターズ）
- 渋谷系エロカワGALの手コキパラダイス（11月20日 イマージュ）
- 深夜のガソリンスタンド逆ナン ワタシのアソコに精子満タンお願いします（11月22日 Hunter）
- 背徳マダムのエロギャル調教日記 1（11月25日、ジャネス）
- 女子高生DANCE×騎乗位FUCK（11月30日、サンクチュアリ）
- 電マ激イキFUCKERS Vol.5（11月30日、マキシング）
- ファン感謝祭 人気女優6人と必ずヤれる乱交パーティー（12月1日、V（ヴィ））
- 女子校生レズビアン ベロ汁 1（12月5日、ジャネス）
- 禁断の異母姉妹（12月7日、アウダースジャパン）
- DOKIレズ 17（12月7日、アウダースジャパン）
- 禁断レズ病棟 1（12月19日、スタイルアート）
- 調教レズ 2 ～犯された女子校生～（12月19日、スタイルアート）
- フリーダム・キャバクラ M的恥責（12月20日 フリーダム）
- フリーダム学園 校内集団暴行 3（12月20日 フリーダム）
- 美少女の足裏 6（12月20日 フリーダム）
- 出没 生痴女（12月21日、U&K）
- 女子校生 黒タイツレズ 2（12月25日、ジャネス）

2008年
- 東京GalsベロCity 12（1月5日、ドリームチケット）
- 接吻レイプ 1（1月5日、ジャネス）
- 禁断の女子寮（1月11日、アウダースジャパン）
- DOKIレズ 18（1月11日、アウダースジャパン）
- 人妻レイプ4時間 II 犯られまくる10人の人妻たち（1月18日 Nadeshiko（なでしこ））
- 童貞ペニ鯨団 ちょっと待った～!僕の童貞奪って下さい（2月7日 アキノリ）
- ハーレム・オブ・アマゾネス（2月7日、プレミアム）
- kira☆kira HIGH SCHOOL GALS Vol.1（2月19日 kira☆kira）
- 人妻背徳旅情オナニー 1（2月19日、スタイルアート）
- 腰グラインドで男子を挑発!女子校生レゲエダンス部（2月21日 ディープス）
- ヒーリングエステサロン 股間トリートメント（3月6日 アキノリ）
- ハーレム・オブ・アマゾネス外伝 美しき淫女たちのレズと乱交の宴（3月7日、プレミアム）
- B.Bボーイズに目覚めちゃった僕。 その2（3月13日、アロマ企画）
- S的調教M的願望 ボンテージレズビアン 2（3月25日、ジャネス）
- オゲレズ!淫語ダンス!! 3（3月25日、ジャネス）
- ハイスクール角オナニー（4月11日、TMA）
- パイパンレズビアン もしも…こ～んなエロカワイイ双子の姉妹がいたら?（4月13日、カルマ）
- スーパーレッグス 美脚レズ 2（4月19日、スタイルアート）
- ハイスクール角オナニー（4月19日、アロマ企画）
- Lesbian Life 4（6月6日、U&K）
- お姉さん2人に金○に溜まってるザー汁を手コキで搾り採られた（11月25日、ジャネス）